# Olenyoki evenki nemzetiségi járás

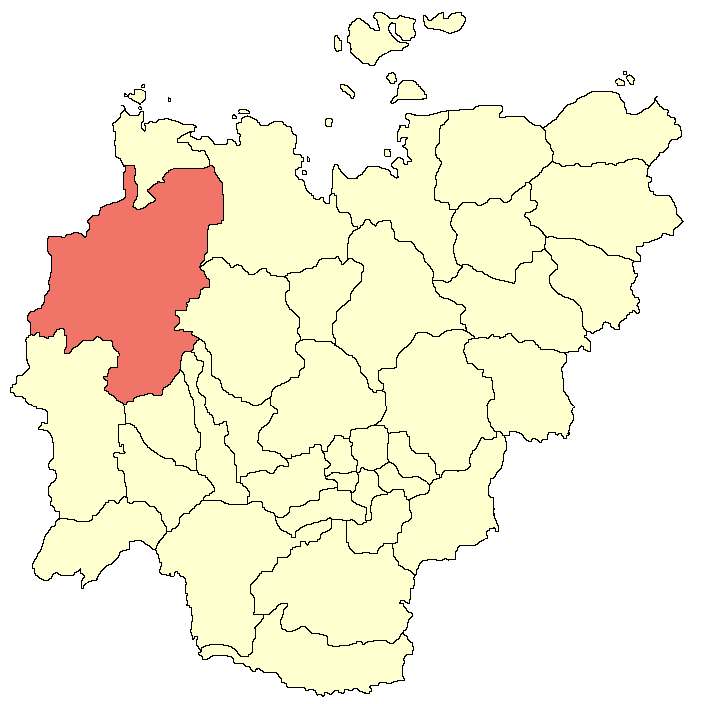
Az Olenyoki evenki nemzetiségi járás Jakutföldön

Az Olenyoki evenki nemzetiségi járás (oroszul Оленёкский эвенкийский национальный район, jakut nyelven Өлөөн улууһа) Oroszország egyik járása Jakutföldön. Székhelye Olenyok.

## Népesség
- 1989-ben 3993 lakosa volt, melynek 54,3%-a evenk, 32,2%-a jakut, 9,1%-a orosz, 0,7%-a even.
- 2002-ben 4091 lakosa volt, melynek 53,15%-a evenk.
- 2010-ben 4127 lakosa volt, melyből 3117 evenk, 841 jakut, 73 orosz, 20 even stb.